# Municipio de Salisbury (Misuri)
El municipio de Salisbury (en inglés: Salisbury Township) es un municipio ubicado en el condado de Chariton en el estado estadounidense de Misuri. En el año 2010 tenía una población de 2504 habitantes y una densidad poblacional de 11,43 personas por km².

## Geografía
El municipio de Salisbury se encuentra ubicado en las coordenadas 39°24′38″N 92°47′10″O / 39.41056, -92.78611. Según la Oficina del Censo de los Estados Unidos, el municipio tiene una superficie total de 219.09 km², de la cual 217,72 km² corresponden a tierra firme y (0,62 %) 1,37 km² es agua.

## Demografía
Según el censo de 2010, había 2504 personas residiendo en el municipio de Salisbury. La densidad de población era de 11,43 hab./km². De los 2504 habitantes, el municipio de Salisbury estaba compuesto por el 96,65 % blancos, el 2,08 % eran afroamericanos, el 0,36 % eran amerindios, el 0,08 % eran asiáticos, el 0,12 % eran de otras razas y el 0,72 % eran de una mezcla de razas. Del total de la población el 0,32 % eran hispanos o latinos de cualquier raza.